# Lévigny
Lévigny település Franciaországban, Aube megyében. Lakosainak száma 91 fő (2022. január 1.). Lévigny Arrentières, Arsonval, Fresnay, Fuligny, Montier-en-l’Isle, Vernonvilliers és Ville-sur-Terre községekkel határos.

## Népesség
A település népessége az elmúlt években az alábbi módon változott:
| Lakosok száma | 132  | 107  | 101  | 114  | 101  | 98   | 96   | 95   | 94   | 91   |
|               | 1968 | 1982 | 1990 | 2006 | 2013 | 2015 | 2017 | 2019 | 2020 | 2022 |